# Deltamys kempi
Deltamys kempi е вид бозайник от семейство Хомякови (Cricetidae), единствен представител на род Deltamys.

## Разпространение
Видът е разпространен в Аржентина, Бразилия и Уругвай.